# 新萊特卡鄉
44°14′N 25°44′E / 44.233°N 25.733°E
新萊特卡鄉（羅馬尼亞語：Comuna Letca Nouă, Giurgiu），是羅馬尼亞的鄉份，位於該國南部，由久爾久縣負責管轄，面積78平方公里，海拔高度93米，2007年人口3,536，人口密度每平方公里46人。